# ß

Der Buchstabe ß in verschiedenen Schrifttypen

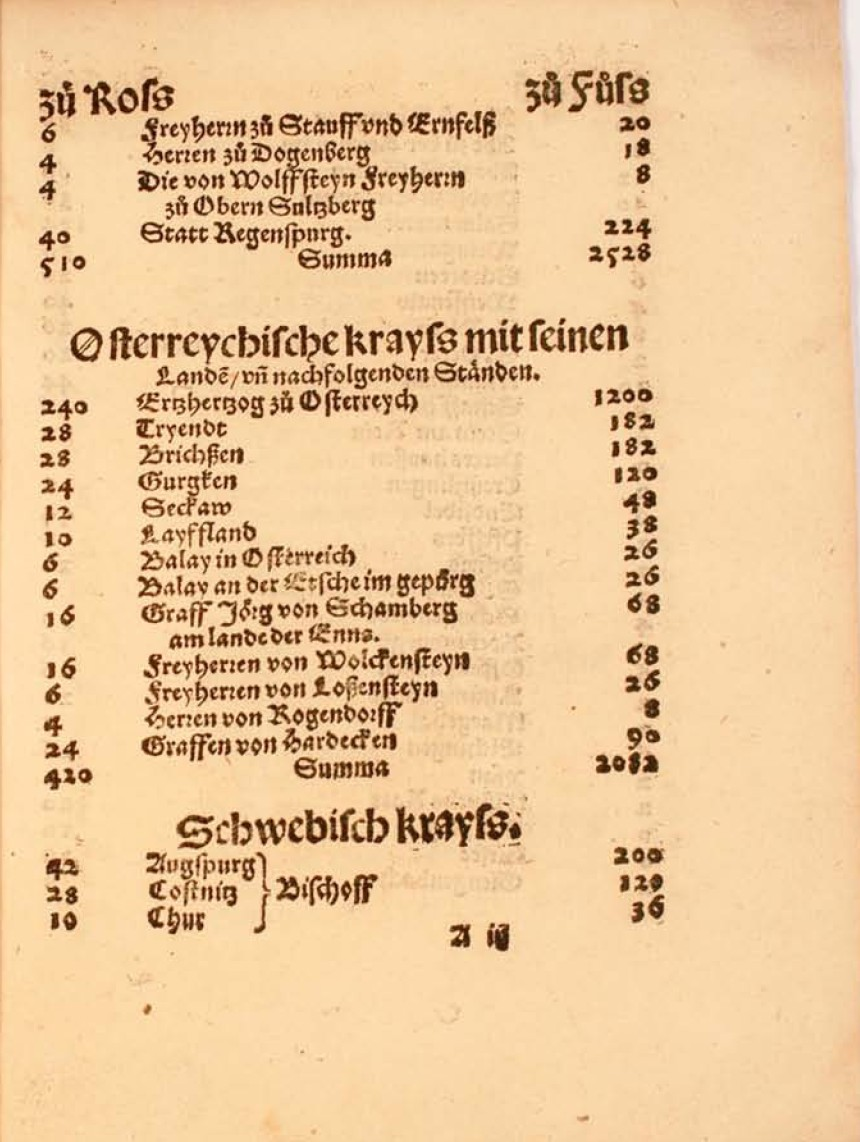
ſ, s, ſs und ſʒ in der Reichsmatrikel der zehn Reichskreise von 1532 (Wikisource)

Das Schriftzeichen ẞ (Großbuchstabe) bzw. ß (Kleinbuchstabe) ist ein Buchstabe des deutschen Alphabets. Er wird als Eszett [ɛsˈt͜sɛt], scharfes S oder Scharf-S bezeichnet, umgangssprachlich auch als „Doppel-S“ (in diesem Sinn nur vereinzelt in der Schweiz), „Buckel-S“, „Rucksack-S“, „Dreierles-S“ oder manchmal auch missverständlicherweise als „Ringel-S“, dies bezeichnet jedoch üblicherweise eine andere S-Variante.
Das ß dient zur Wiedergabe des stimmlosen s-Lautes [s]. Es ist der einzige Buchstabe des lateinischen Schriftsystems, der heutzutage ausschließlich zur Schreibung deutscher Sprachen und ihrer Dialekte verwendet wird, so in der genormten Rechtschreibung des Standarddeutschen und in einigen Rechtschreibungen des Niederdeutschen, sowie in der Vergangenheit auch in einigen Schreibungen des Sorbischen. Allerdings wird es nicht in der Schweiz und Liechtenstein verwendet. Der offizielle Gebrauch der deutschen Sprache in Belgien, Dänemark (Nordschleswig), und Namibia sowie Italien (Südtirol) orientiert sich bei der Verwendung des ß an den in Deutschland bzw. Österreich geltenden Rechtschreibregeln. Ebenso wird in Luxemburg verfahren.
Historisch gesehen geht das ß in der deutschen Sprache auf eine Ligatur aus dem ſ (langen s) und z zurück. Bedeutsam für die Form des ß in den heutzutage üblichen Antiqua-Schriftarten war jedoch auch eine Ligatur aus langem ſ und rundem s, die bis ins 18. Jahrhundert auch in anderen Sprachen gebräuchlich war.
Das ß dient überdies in mittelalterlichen und frühneuzeitlichen Texten sowie allgemein in Dänemark und Norwegen bis ins 19. Jh. als Abkürzung für die Währung Schilling und „ßo“ steht für das Zählmaß Schock.
Seit dem 29. Juni 2017 ist das große ß – ẞ – Bestandteil der amtlichen deutschen Rechtschreibung. Über seine Aufnahme in das deutsche Alphabet wurde seit Ende des 19. Jahrhunderts diskutiert.

## Entstehungsgeschichte

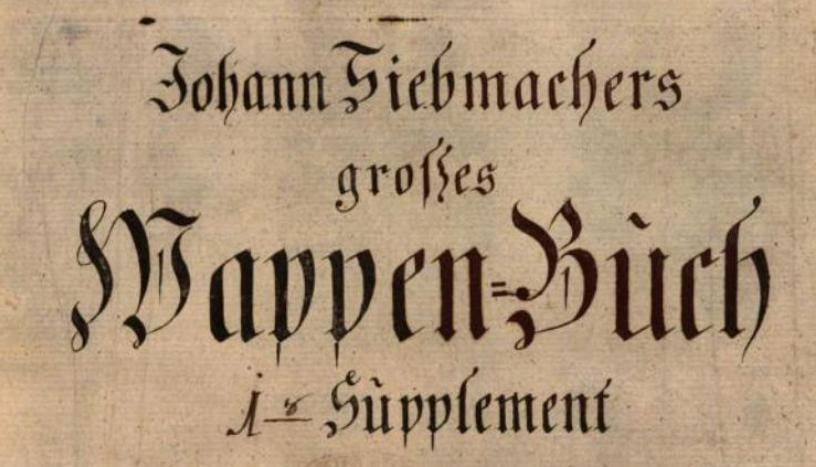
Eine dem ß ähnliche Verwendung des deutlich getrennten ſs (im Wort groſses) in Siebmachers Wappenbuch im Jahr 1777.

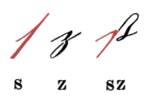
Langes s, z und ß in Deutscher Kurrentschrift (1866)

### Entstehung des ß in der deutschen Sprache
Im Zuge der Zweiten Lautverschiebung im 7. und 8. Jahrhundert waren aus germanischem /⁠t⁠/ und /tː/ zwei verschiedene Laute entstanden – ein Frikativ und eine Affrikate –, die zunächst beide mit z oder zz wiedergegeben wurden. Zur besseren Unterscheidung gab es seit dem Althochdeutschen Schreibungen wie sz für den Frikativ und tz für die Affrikate.
Der mit s bzw. ss geschriebene Laut, der auf ein ererbtes germanisches /s/ zurückgeht, unterschied sich von dem mit sz geschriebenen; das s(s) wurde als stimmloser retrahierter apiko-alveolarer Frikativ [s̠̺] ausgesprochen (d. h. mit deutlicher Tendenz zum /sch/-Laut aber ohne Lippenrundung), das sz hingegen als stimmloser lamino-dentaler Frikativ [s̪̻] (d. h. mit starkem Zischton). Auch als damals diese zwei Laute zu einem nicht-retrahierten [s] zusammenfielen, behielt man beide Schreibungen bei. Man brachte sie aber dadurch durcheinander, weil niemand mehr wusste, wo ursprünglich ein sz gestanden hatte und wo ein ss.
Bei der Einführung des Buchdrucks im späten 15. Jahrhundert wurden Druckschriften aus den damals geläufigen gebrochenen Schriften geschaffen. Dabei wurde für die häufig auftretende Buchstabenkombination aus langem ſ und z mit Unterschlinge („ſʒ“) eine Ligatur-Letter geschnitten. Diese Ligatur behielt man auch bei später eingeführten Druckschriften wie der Fraktur bei.

### Möglicher Einfluss tironischer Noten
Der Typograph Max Bollwage vermutet, dass der Ursprung des Zeichens auf die tironischen Kürzungszeichen „-is“, „-um“, „et“ o. ä. in Form einer drei bzw. „sed“ und „ser“ in Form eines Hakens zurückzuführen sei. Der Typograph und Sprachwissenschaftler Herbert Brekle widerspricht dieser These. Die Es-Zett-Ligatur lasse sich bis ins 14. Jahrhundert nachweisen. Die Kürzungszeichen seien nur für eine Übergangszeit „zur Repräsentation des stimmlosen s-Lautes umfunktioniert“ worden, druckschriftlich „setzt sich dagegen in der Schwabacher- und Frakturschrift ab dem frühen 16. Jh. die eigentliche Es-Zett-Ligatur durch.“ Bollwage vertritt die typographische Sichtweise, z und das „einer 3 gleichende Abkürzungszeichen“ bzw. der Haken sei vereinzelt aus offensichtlichen Gründen mit der Form des z zusammengefallen, bemerkenswert sei jedoch, „dass die Form der 3 unverändert geblieben ist und jahrhundertelang die Wandlung des Z nicht mitgemacht hat“.

### Das ß in der Antiqua

Das „ß“ als „ſs“-Ligatur in einer Antiqua-Schrift sowie als „ſz“-Ligatur in Textura- und Fraktur-Schrift.

Ligaturen von ſf, ſſ, ſs (ß) und ſt in der Cancellaresca von Arrighi 1522, darüber unligiertes ſs

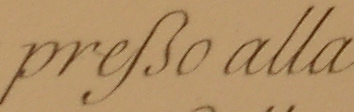
ß in kursivem italienischem Text für ss bzw. ſs: „preßo alla“ statt „presso alla“. Venedig 19. Jahrhundert

In einigen der ab dem 15. Jahrhundert entstehenden Antiquaschriften ist es eine Ligatur von langem ſ und rundem s. Für das deutsche Eszett der gebrochenen Schriften wurde erst im 19. Jahrhundert ein Antiqua-Gegenstück entworfen. Dagegen gibt es für eine ſs-Ligatur viel ältere Belegstellen. Die genaue Beziehung des Antiqua-ß zu Eszett und ſs-Ligatur ist umstritten.

#### Die ſ-s-Ligatur in der Antiqua
In Italien, wo die Antiqua entwickelt worden war, entstand eigenständig eine kursive Ligatur aus langem ſ und rundem s, lange bevor das lange ſ im Laufe des 18. Jahrhunderts außer Gebrauch geriet. Die beiden Buchstaben wurden mit einem losen Bogen verbunden; dies war eine rein kalligrafische und typografische Variation ohne orthografische Funktion. Sie erscheint sowohl in Handschriften als auch im Druck bis Ende des 17. Jahrhunderts als eine Alternative für ſſ bzw. ss im Wortinneren. Die kursive Ligatur erscheint vor allem in Werken in lateinischer, italienischer und französischer Sprache.
Die ß-Ligatur in der Antiqua findet sich erstmals bei einer um das Jahr 1515 entstandenen Schrift von Lodovico Vicentino degli Arrighi. Er nimmt sie auch 1522 in sein Kalligrafielehrbuch La Operina auf. In der „lateinischen“ Alltagsschrift des 17. und 18. Jahrhunderts erscheint in Frankreich, England und eingeschränkt in Deutschland als Äquivalent zu ß die Ligaturform ſs, wobei das lange s die Schleifen erhielt. Im Druck lässt sich die kursive ß-Ligatur bis auf einige Seiten (f. 299v.–302v.) einer Livius-Ausgabe aus dem Jahre 1518 zurückverfolgen, wo sie in freier Variation zur ſſ-Ligatur steht, die auch im restlichen Werk exklusiv vorkommt. Die Ausgabe trägt das Zeichen von Aldus Manutius, erschien aber drei Jahre nach seinem Tod als Gemeinschaftsarbeit nach seiner Grundidee.
Im Jahre 1521 erschien in Basel eine deutsche Übersetzung (Leonis Judae) von Enchiridion militis Christiani von Erasmus von Rotterdam. Sie ist in einer Kursiv-Antiqua mit ß-Ligaturen gedruckt, wobei diese sich in Wortformen wie wyßheit, böß und schloß findet.
Bis weit in das 17. Jahrhundert hinein gehörte es zu den typografischen Satzkonventionen in Italien, Frankreich und etwas weniger in Deutschland, vor allem in lateinischen, aber auch teilweise in italienischen und französischen Werken bei Antiquakursivsatz, die ß-Ligatur zu verwenden. Sie kommt auch auf einigen Titelblättern von um 1620 gedruckten Werken von Johannes Kepler vor.
Erst mit zunehmendem Druck deutscher Texte in Antiqua im Übergang vom 18. zum 19. Jahrhundert erhielten auch gerade Antiquaschriften eine ß-Ligatur, die je nach orthografischer Konvention alternierend zu ſs- oder ss-Sequenzen verwendet wurde. Davor gab es vereinzelte Vorkommen dieser Typen.
Als die Nationalsozialisten in Deutschland im Jahr 1941 die Fraktur und sonstige gebrochene Schriften abschafften und die Antiqua als „Normal-Schrift“ einführten, wurde von den zuständigen Ministerien auch eine Abschaffung des ß in Antiqua beschlossen, da der Buchstabe im Ausland unbekannt und selten in Antiqua-Schriften vorhanden war. Hitler intervenierte aber. Aus einem Schreiben des Reichsministers der Reichskanzlei: „Der Führer hat sich für eine Beibehaltung des ‚ß‘ in der Normalschrift entschieden. Er hat sich aber gegen die Schaffung eines großen ‚ß‘ ausgesprochen. Bei der Verwendung großer Buchstaben soll das ‚ß‘ vielmehr als ‚SS‘ geschrieben werden.“

#### Die deutsche Ersatzschreibung in Antiqua

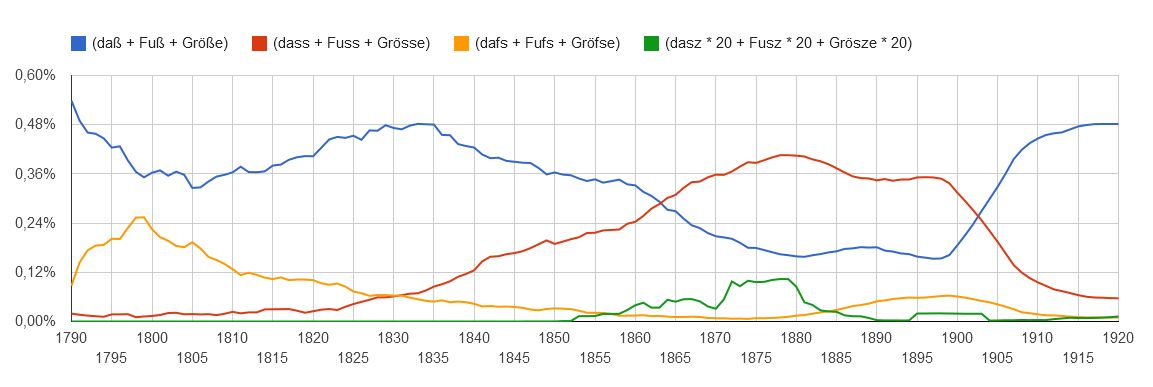
Zeitablauf 1790–1920 anhand dreier Wörter aus den Google-Ngram-Daten, deren OCR-Software oft ein langes s für ein f hält. Kurz vor 1800 breite Einführung der Antiqua mit „ſs“-Ersatz (orange); Wiedererstarken der Fraktur (blau) bis zirka 1830 und gleichzeitige Zunahme der „ss“-Schreibung (rot), die sich in der wiederkehrenden Antiqua durchsetzt; nach 1876 (Konferenz) und 1880 (Dudenempfehlung) ein kleines Revival von „ſs“ bis zur entscheidenden Konferenz 1901. Überproportional hervorgehoben die „sz“-Versuche (grün) nach 1850 bis 1880 und ein kleines Aufflackern um 1900.

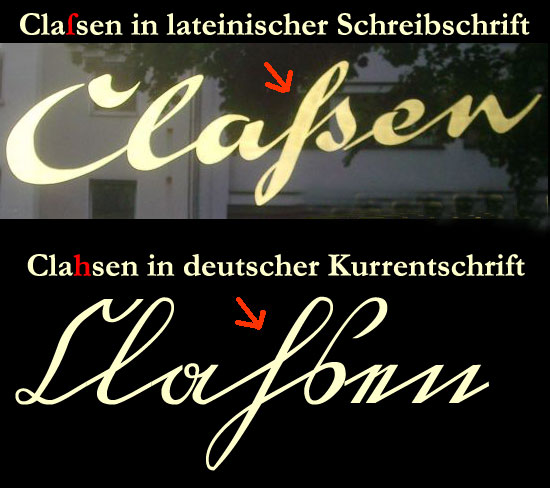
Claßen (oben) in lateinischer Schreibschrift durch ſs wiedergegeben und als Gegenüberstellung Clahsen (unten) in der spitzen Kurrentschrift. Man sieht die Ähnlichkeit und damit die Verwechslungsgefahr des ſ (langen-s) der lateinischen Schreibschrift mit dem kleinen h, wie es in derselben Form in der spitzen Kurrentschrift verwendet wird.

##### Antiquasatz
In deutschem Antiquasatz wurde normalerweise bis ins 19. Jahrhundert an Stelle von ß entweder einfaches ss oder die Buchstabenfolge ſs (keine Ligatur) verwendet. Daneben traten nur selten die Sulzbacher Form des ß auf und – besonders in der von den Brüdern Grimm propagierten historischen Schreibweise – das sz. Die Verwendung von ſs erfolgte weiterhin, auch nachdem im Antiquasatz das gewöhnliche ſ im späten 18. Jahrhundert unüblich geworden war. Die Empfehlung der Orthographischen Konferenz von 1876 bestand darin, dass im Antiquasatz die Buchstabenfolge ſs verwendet werden sollte.
Das eigentliche ß im Antiquasatz kam erst im späten 19. Jahrhundert auf und ist dann mit der Orthographischen Konferenz von 1901 zur amtlichen Norm erhoben worden.

##### Lateinische Schreibschrift
Auch in lateinischer Schreibschrift (Kursive) wurde ß bis Ende des 19. Jahrhunderts gerne durch ſs wiedergegeben. Da das Lang-ſ der Kursive grafisch mit dem h der Kurrentschrift übereinstimmte, wurde die ſs-Gruppe der lateinischen Schreibschrift oft als hs missgedeutet, was sich in ungewöhnlichen Schreibweisen von Familiennamen niedergeschlagen hat, beispielsweise „Grohs“ statt „Groß“, „Ziegenfuhs“ statt „Ziegenfuß“, oder „Rohs“ statt „Roß“ (siehe dazu auch rechts das Bild: „Claßen in lateinischer Schreibschrift“).
Namensschreibungen wie die Variante Weiſs blieben aus juristischen Gründen auch nach 1901 in dieser Form erhalten und wurden durch keine Regel orthografisch angepasst. Im Deutschland der Zwischenkriegszeit waren alleine im standesamtlichen Bereich Schreibmaschinen in Verwendung, die ſs als Sondertype enthielten.

#### Das deutsche Eszett in der Antiqua
Als im späten 18. und im 19. Jahrhundert deutsche Texte vermehrt in Antiqua gesetzt wurden statt in der allgemein üblichen gebrochenen Schrift, suchte man eine Antiqua-Entsprechung für das Eszett der gebrochenen Schrift. Die Brüder Grimm benutzten in der Deutschen Grammatik 1. Band im Jahr 1819 noch die Fraktur, 1826 allerdings die Walbaum-Antiqua. In späteren Werken wollten sie dann das Eszett durch eine eigene Form des Buchstabens ersetzen, setzen aber schließlich sz in Ermangelung des ihnen vorschwebenden Druckbuchstabens.
Der Duden von 1880 empfiehlt, das Eszett in Antiqua durch ſs zu ersetzen, lässt aber ausdrücklich auch einen ß-artigen Buchstaben zu. Blei-Antiquaschriften wurden üblicherweise ohne ß ausgeliefert, sodass deutsche Texte aus dieser Zeit in Schweizer Satz erscheinen. Die Vereinheitlichung der deutschen Rechtschreibung von 1901 schrieb auch im Antiqua-Satz den Buchstaben ß vor. Schriftgießereien wurden verpflichtet, künftig bei Antiqua-Schriften ein ß mitzuliefern bzw. ein solches für Bestandsschriften nachzugießen.

##### Buchstabenform

Glyphenvarianten des ß

Für die Form der Glyphe eines Antiqua-Eszett gab es verschiedene schriftgestalterische Ansätze. Erst im Anschluss an die I. Orthographische Konferenz von 1876 gab es erfolgreiche Bemühungen um eine einheitliche Form. 1879 veröffentlichte das Journal für die Buchdruckerkunst eine Tafel mit Entwürfen. Ein Ausschuss der Leipziger Typographischen Gesellschaft entschied sich für die sogenannte Sulzbacher Form.
1903, nach der Entscheidung für eine einheitliche Rechtschreibung, erkannte eine Kommission von Buchdruckerei- und Schriftgießereibesitzern die Sulzbacher Form an. In einer Bekanntmachung in der Zeitschrift für Deutschlands Buchdrucker beschreiben sie die charakteristischen Merkmale dieser sz-Form: „Das sogenannte lange Antiqua-ſ wird oben mit einem z verbunden, im Kopfe eingebogen und läuft im unteren Bogen in eine feine oder halbstarke Linie oder in einen Punkt aus.“
Die Sulzbacher Form wurde und wird aber nicht von allen Typographen akzeptiert. Etwa vier Grundformen finden größere Verbreitung:
1. Einzelbuchstaben „ſ“ und „s“ sind eng zusammengerückt
2. Ligatur aus „ſ“ und „s“
3. Ligatur aus „ſ“ und z mit Unterschlinge („ʒ“)
4. Sulzbacher Form

Heutzutage sind die meisten ß in Antiquaschriften entweder nach 2. oder nach 4. geformt, doch bisweilen findet sich auch eines nach 3., etwa auf Straßennamenschildern in Berlin und Bonn. Die Variante nach 1. wird selten verwendet.

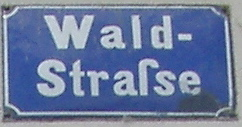
Form 1: Langes und rundes s für ß in Pirna (wie ¹)
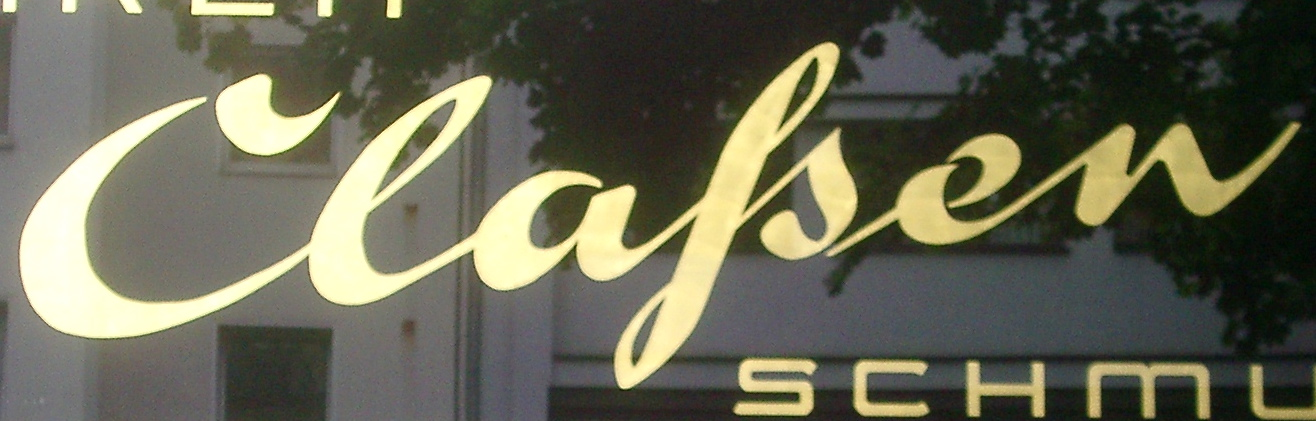
Form 1: Claßen in lateinischer Schreibschrift als Claſsen geschrieben, heute als historisches Firmenlogo, Köln Juli 2005
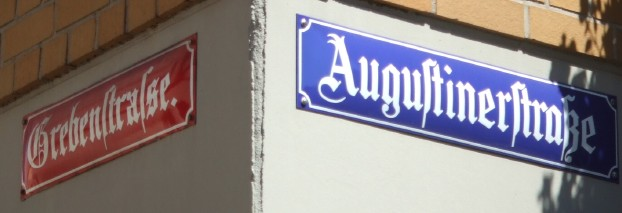
Form 1 (links): Langes und rundes s für ß in „‑straſse“ und Form 3 (rechts): ß-Ligatur aus ſ und ʒ in „‑straße“ auf emaillierten Straßenschildern in Mainz
Form 2: Italienisches Schriftmuster von 1540: Im Alphabet Ligatur aus langem und kurzem s, im Titel aber „Esſempio“, Kurz-s-Lang-s
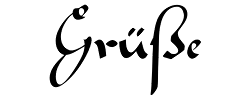
Form 2: Schrift „Legende“ von F. H. Ernst Schneidler
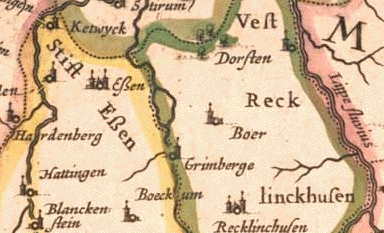
Recklinckhuſen, Dorſten, Eßen. Blaeu-Atlas, Mitte 17. Jahrhunderts
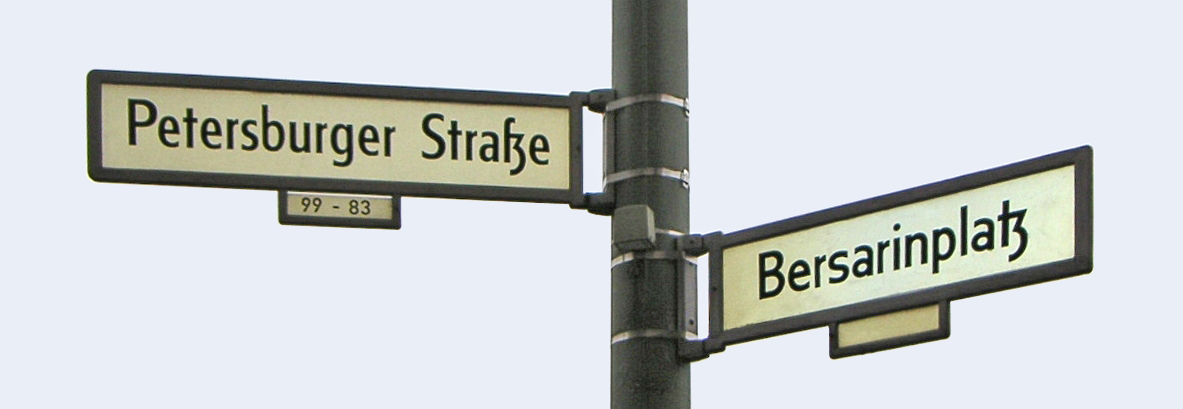
Form 3: Berliner Straßenschilder: ß-Ligatur aus ſ und ʒ. Und tz-Ligatur aus t und ʒ nach einer Schrift von Herbert Thannhaeuser, 1930er Jahre.
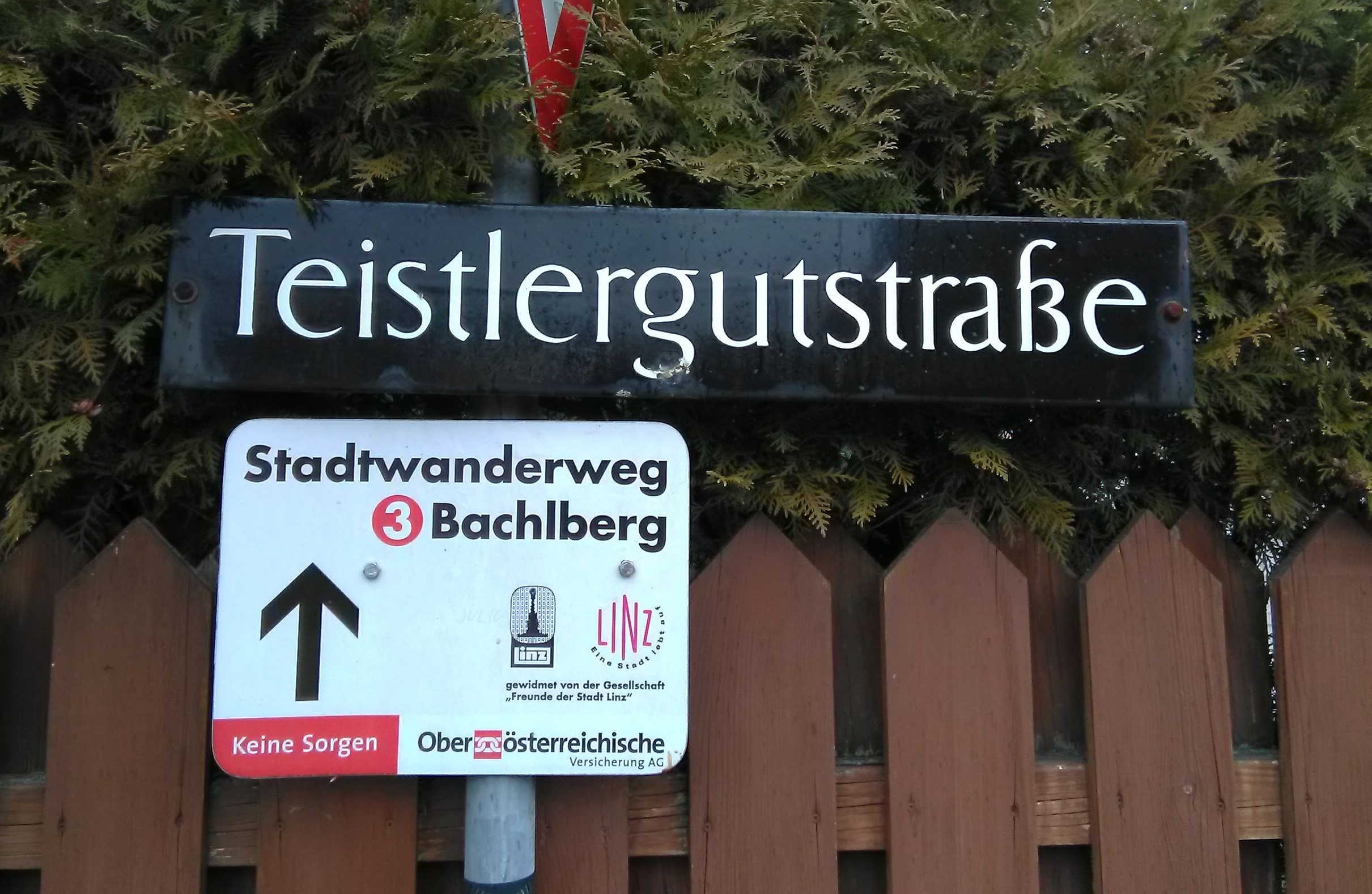
Form 3: Ältere Linzer Straßenschilder nach einer Schrift von Friedrich Neugebauer, 1950er Jahre (digitalisiert CAT Linz)
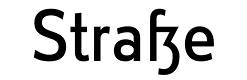
Form 3: Schrift FF Cst Berlin in Anlehnung an Herbert Thannhaeuser
Form 4: Hieronymus Aleander Mottensis, Tabulae utilißimae, Köln 1541
Arial mehr ſs (wie Form 2), Helvetica mehr ſʒ

## Rechtschreibung

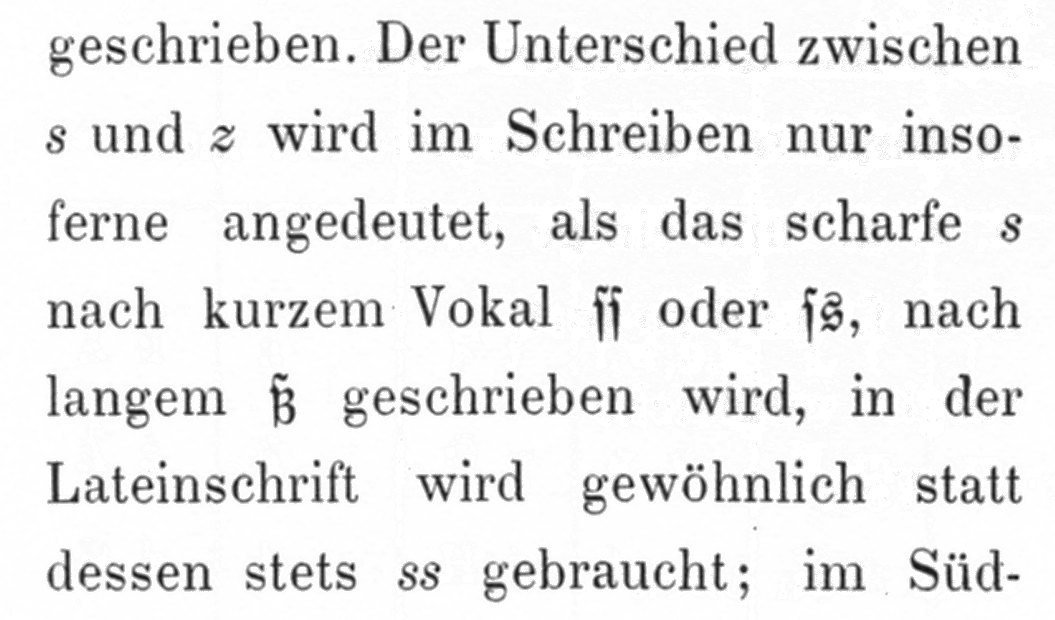
Aus dem „Buch der Schrift“, Wien 1880.

Das ß dient der Wiedergabe des stimmlosen s-Lautes, der Fortis [⁠s⁠], dessen Darstellung durch s, ß und ss sich mit der Zeit gewandelt hat, zuletzt mit der Rechtschreibreform von 1996.

### Konzepte der s-Schreibung

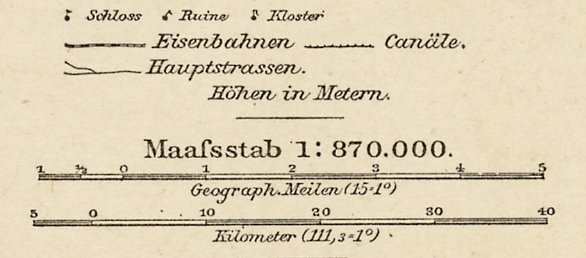
Andrées Weltatlas, Bielefeld/Leipzig 1880:
Im Antiqua-Satz wurde im 19. Jahrhundert noch das ſ eingesetzt, um drei gleiche s aneinander zu vermeiden.

Die Handhabung des ß gemäß den Regeln der Rechtschreibreform von 1996 folgt der sogenannten heyseschen s-Schreibung, die von Johann Christian August Heyse im Jahr 1829 formuliert wurde. Von 1879 an galt sie in Österreich, bis sie im Rahmen der Vereinheitlichung der deutschen Rechtschreibung durch die Orthographische Konferenz von 1901 für Schulen und Ämter in deutschsprachigen Staaten ungültig wurde. Stattdessen galt ab dann die adelungsche s-Schreibung des Orthographen Johann Christoph Adelung. Mit der Rechtschreibreform von 1996 wurde die heysesche s-Schreibung in Österreich wiedereingeführt.

### Heutige Rechtschreibregeln
Gemäß den Regeln der Rechtschreibreform von 1996 schreibt man ß für den stimmlosen s-Laut:
- nach einem betonten langen Vokal: Straße, aßen, aß, Buße, grüßt;
- nach einem (gleichermaßen als lang geltenden) Doppelvokal (Diphthong): heißen, außen.

Man schreibt aber s, wenn im Wortstamm ein Konsonant folgt:
- Trost, Faust, räuspern, geistig.

Beim Vorliegen einer Auslautverhärtung schreibt man ebenfalls s, wenn der s-Laut in verwandten Wortformen stimmhaft ist:
- (ich) nieste (niesen); Gras (Gräser); löslich (lösen); Aas (des Aases).

In der Schweiz und in Liechtenstein schreibt man statt ß immer ss.
Ausnahmen und Sonderfälle:
- Eigennamen: Personen- und Ortsnamen werden von den obigen Regeln nicht berührt. So schreibt man weiterhin Theodor Heuss (trotz des Diphthongs) oder umgekehrt Schüßler-Salze, Litfaßsäule und Kößlarn (trotz des kurzen Vokals). Ausnahme: Bei Eigennamen wird in der Schweiz stets ss verwendet, z. B. Hoeness statt Hoeneß.[31]
- Verschiedene Aussprachen schlagen sich in verschiedenen Schreibungen nieder: Sowohl Lössboden als auch Lößboden ist korrekt, da das ö kurz oder lang sein kann. Sodann schreibt man in Österreich Geschoß statt Geschoss, da dort das o lang ist (sowohl für das Projektil als auch für die Etage); Ähnliches gilt für Spass als aussprachebedingte Variante von Spaß.

### Rechtschreibregeln von 1901 bis 1996
Nach den von 1901 bis 1996 gültigen Regeln schrieb man ß in denselben Fällen wie heute; zusätzlich stand ß statt ss am Wortende (auch in Zusammensetzungen): Kuß, kußecht, Paß, Paßbild sowie am Wortstammende, wenn ein Konsonant folgte: (du) mußt, (es) paßt, wäßrig, unvergeßne, Rößl.
In der adelungschen s-Schreibung richtet sich somit die Verteilung von ß und ss teils nach graphotaktischen Kriterien (Berücksichtigung der graphischen Umgebung: Wortende, Wortfuge oder folgender Konsonantenbuchstabe) und teils nach dem Kriterium der Aussprache (Berücksichtigung der Länge des vorangehenden Vokals). Wenn der s-Laut ambisyllabisch ist, steht ss.

### Historischer Vergleich als Tabelle
Ligaturen des Fraktursatzes sind nicht als solche dargestellt, um ihre Elemente möglichst getreu wiederzugeben. So ist das heute übliche Antiqua-ß hier nur für Lateinschreibung seit dem 20. Jahrhundert verwendet.
| Fraktursatz                               | Fraktursatz      | Antiqua                                     | Antiqua                   | Antiqua                 |
| ----------------------------------------- | ---------------- | ------------------------------------------- | ------------------------- | ----------------------- |
| nach Adelung                              | nach Heyse       | 19. Jahrhundert                             | 20. u. 21. Jhd. (Adelung) | 21. Jhd. (Heyse)        |
| Waſſerschloſʒ                             | Waſſerschloſs    | Wasserschloſs (Bayern u. Preußen)           | Wasserschloß              | Wasserschloss           |
| Straſʒeneinfluſʒ                          | Straſʒeneinfluſs | Straſseneinfluſs (Bayern u. Preußen)        | Straßeneinfluß            | Straßeneinfluss         |
| Meſʒergebniſʒ (nach andern: Meſʒergebnis) | Meſsergebniſs    | Meſsergebni(ſ)s (Bayern u. Preußen)         | Meßergebnis               | Messergebnis            |
| Maſʒeinheit                               | Maſʒeinheit      | Maßeinheit, Maſseinheit (Bayern u. Preußen) | Maßeinheit                | Maßeinheit              |
| Maſʒſtab                                  | Maſʒſtab         | Maſsstab (Bayern u. Preußen)                | Maßstab                   | Maßstab                 |
| Paſʒſtraſʒe                               | Paſsſtraſʒe      | Paſsstraſse (Bayern u. Preußen)             | Paßstraße                 | Passstraße, Pass-Straße |
| Grasſoden                                 | Grasſoden        | Grassoden (Bayern u. Preußen)               | Grassoden                 | Grassoden               |
| Hauseſel                                  | Hauseſel         | Hausesel (Bayern u. Preußen)                | Hausesel                  | Hausesel                |

### In der Schweiz und in Liechtenstein
Anstelle von ß wird in der Schweiz und in Liechtenstein immer ss geschrieben. In diesen Ländern steht ss – im Gegensatz zu anderen Doppelkonsonantenbuchstaben – nicht nur nach Kurz-, sondern auch nach Langvokalen und Diphthongen. Wie bei anderen Digraphen (z. B. ch) ist die Länge oder Kürze des vorangehenden Vokals nicht erkennbar (Masse steht sowohl für Maße wie für Masse, Busse steht sowohl für Buße wie für Busse; vgl. hoch und Hochzeit, Weg und weg). Dem steht entgegen, dass das s solcher Wörter als (in schweizerisch dialektgefärbter Aussprache deutlich gedehntes) Silbengelenk fungiert (ambisyllabisches s, d. h. das s wird sowohl der vorhergehenden wie der nachfolgenden Silbe zugerechnet – wie dies auch bei anderen Doppelkonsonanten der Fall ist).

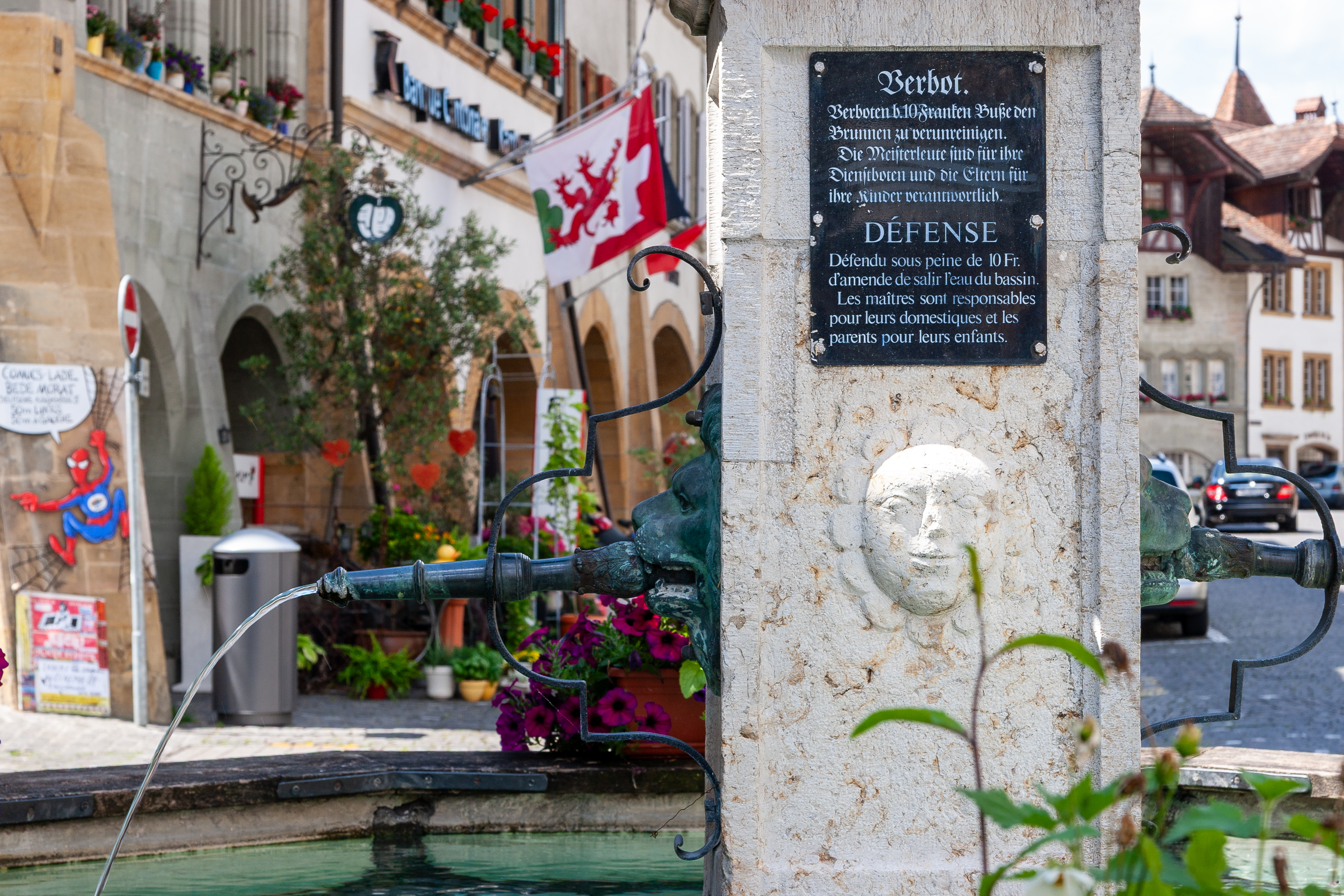
"Buße" auf altem Schild an einem Brunnen in Murten/FR

Die frühen Antiquadrucke kannten in der Schweiz wie auch in Deutschland kein ß. Im Bundesblatt der Schweizerischen Eidgenossenschaft fehlte nach der Umstellung von Fraktur auf Antiqua 1873 das ß zuerst, wurde aber bald darauf eingeführt, doch schon 1906 wieder aufgegeben. Der Beschluss der Zweiten Orthographischen Konferenz von 1901, ß auch für die Antiqua zwingend vorzuschreiben, fand in der Schweiz keine durchgängige Beachtung. In der Folge beschloss die Erziehungsdirektion (Kultusministerium) des Kantons Zürich in den 1930er Jahren, das ß vom 1. Januar 1938 an in den kantonalen Volksschulen nicht mehr zu lehren; die anderen Kantone folgten. Als letzte schweizerische Tageszeitung entschied die Neue Zürcher Zeitung, die am 1. August 1946 von Fraktur auf Antiqua umgestellt hatte, ab dem 4. November 1974 auf das ß zu verzichten. Mit der Reform von 2006 wurde es auch offiziell für den amtlichen Schriftverkehr abgeschafft. Schweizer Verlage, die für den gesamten deutschsprachigen Markt produzieren, verwenden das ß jedoch weiterhin.
In der Schweiz war es in der Antiqua seit jeher üblich, ss in s-s aufzutrennen, auch wenn es für ein ß steht. Beispielsweise wird das Wort Strasse (für Straße) in Stras-se (für Stra-ße) getrennt. Diese schweizerische Trennung wurde mit der Rechtschreibreform von 1996 als allgemeine Regel übernommen (1996: § 108; 2006: § 110; 2024: § 87).

## Ersatzformen

Kleinschrift mit ß, Ersetzung durch ss (nur zulässig, wenn kein ß vorhanden, oder in der Schweiz und Liechtenstein), Kapitälchen mit SS, Kapitälchen mit ß, Kapitälchen mit großen ß (ẞ).

In der deutschen Rechtschreibung darf im Satz das ß nur dann durch ss ersetzt werden, wenn in einer Schrift oder einem Zeichensatz das ß nicht vorhanden ist. Manuskripte ohne ß müssen deshalb den Regeln entsprechend umgesetzt werden. In der Schweiz und in Liechtenstein wird das ß regulär durch ss ausgedrückt.

## Großschreibweise
Es gab jahrhundertelang keine Großbuchstabenform des Buchstabens ß. Da das ß im Hochdeutschen nicht an einem Wortanfang stehen kann, wird ein solcher Großbuchstabe (Versal) ß im Hochdeutschen nur bei durchgängiger Großschreibung (Versalschrift) benötigt. Als Ersatz entstanden zunächst folgende orthographisch zulässige Lösungsmöglichkeiten:
- den Ersatz des ß durch SS (Regelfall)
- die Verwendung des kleinen ß inmitten eines in Großbuchstaben geschriebenen Wortes (in Ausnahmefällen wie amtlichen Dokumenten)
- den Ersatz des ß durch SZ (in Ausnahmefällen, bis 1996)

Heute gibt es die weitere Option:
- das (große) ẞ

Seit dem 29. Juni 2017 ist das große ß (ẞ) Bestandteil der amtlichen deutschen Rechtschreibung. Damit sind die Schreibweisen STRAẞE und STRASSE gleichberechtigt zulässig.
Der Großbuchstabe ẞ im Computersatz kann meist durch Verwendung bestimmter Tastenkombinationen eingegeben werden.

## Besonderheiten der Verwendung

### Alphabetische Sortierung
In der alphabetischen Sortierung (DIN 5007) wird das ß wie ss behandelt. Bei Wörtern, die sich nur durch ss bzw. ß unterscheiden, kommt das Wort mit ss zuerst, z. B. Masse vor Maße (DIN 5007, Abschnitt 6.1); der Duden weicht in dieser Hinsicht von der Norm ab: hier kommt das Wort mit ß zuerst.

### In Dokumenten
Personen mit ß im Familiennamen haben häufig Probleme, da viele elektronische Systeme ß nicht verarbeiten können und man auf die Umschreibung ss ausweichen muss. Gerade in Personalausweisen und Reisepässen ist der Name dann in zweierlei Weise geschrieben, einmal richtig mit ß und in der maschinenlesbaren Zone (MRZ) mit Umschrift als ss, was besonders im Ausland für Verwirrung und Verdacht auf Dokumentenfälschung sorgt. Österreichische Ausweisdokumente können (müssen aber nicht) eine Erklärung der deutschen Sonderzeichen (auf Deutsch, Englisch und Französisch, z. B. „ß“ entspricht / is equal to / correspond à „ss“) enthalten.
Schon vor Einführung des großen ẞ erlaubte der Duden, bei Namen in Dokumenten aus Gründen der Eindeutigkeit ß auch als Großbuchstaben zu benutzen (z. B. HEINZ GROßE).
Am 1. Oktober 1980 entschied das deutsche Bundesverwaltungsgericht, dass die technisch bedingte fehlerhafte Wiedergabe von Sonderzeichen auf elektronischen Systemen ein wichtiger Grund für die Änderung des Familiennamens sein kann (der Kläger wollte die Schreibweise seines Namens von Götz in Goetz ändern, war aber damit zunächst beim Standesamt gescheitert; Aktenzeichen: 7 C 21/78). Die seit 1. Januar 1981 geltende Allgemeine Verwaltungsvorschrift zum Namensänderungsgesetz erkennt in Nr. 38 Sonderzeichen im Familiennamen als Grund für eine Namensänderung an (auch eine bloße Änderung der Schreibweise, z. B. von Weiß zu Weiss, gilt als solche).

### Im fremdsprachigen Raum

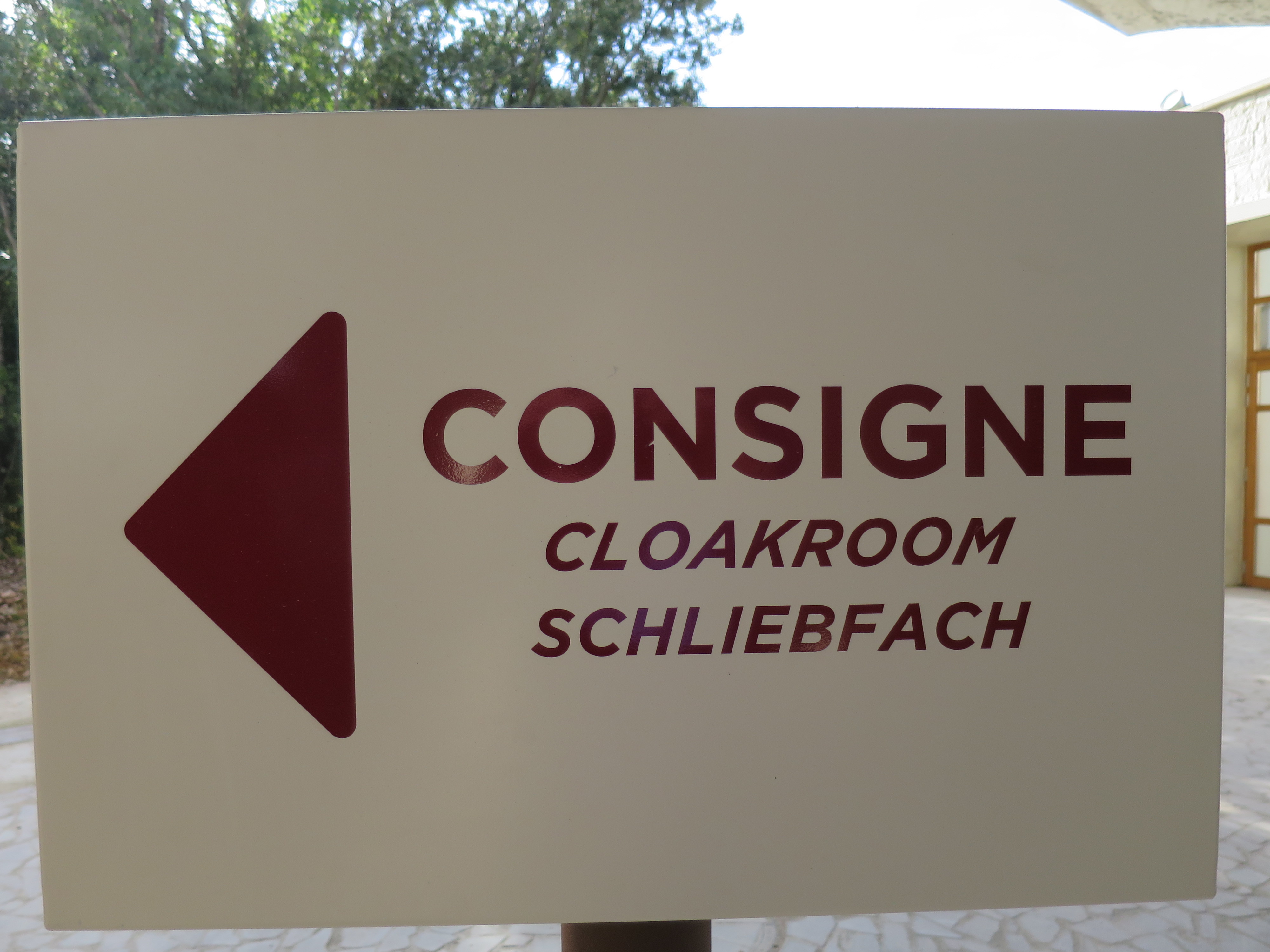
Missverständnis bei der Wiedergabe des ß in Frankreich

Wegen des Fehlens auf der dort verwendeten Tastatur und seiner optischen Ähnlichkeit mit dem B wird im Ausland manchmal fälschlicherweise der Großbuchstabe B als Ersatz verwendet, was für den deutschsprachigen Leser befremdlich wirkt.

### Niederlande
Obwohl der Buchstabe im Niederländischen nicht benutzt wird, hat er dort einen eigenen Namen – Ringel-S (auf Niederländisch „ringel-s“ geschrieben). Das ß wird im Niederländischen immer durch ss ersetzt: So schreibt man „edelweiss“ (statt Edelweiß) und „gausscurve“ (statt Gauß-Kurve). In alten Niederländischen Manuskripten wird das ss jedoch als ſs dargestellt, welches dem Deutschen ß besonders ähnelt, wie zum Beispiel in der Altniederländischen Schreibweise für Hilfslehrer: „Hulponderwysereſsen“ (heutzutage: „hulponderwijzeressen“).

### Englischsprachiger Raum
Im englischsprachigen Raum, in dessen Alphabet der Buchstabe nicht vorkommt, wird das ß bei manchen wegen seiner Form umgangssprachlich als German B (deutsches B) bezeichnet. Deshalb wird das „ß“ auch von den meisten Englischsprechenden als „B“ gelesen, z. B. die Bezeichnung „Weißer“ als „Weiber“. So kommt es auch vor, dass das „ß“ einfach als „b“ wiedergegeben wird; zum Beispiel „Sesamstrabe“ in einem britischen Satelliten-TV-Programmheft, das auch das Programm deutscher Sender listet. Gelegentlich wird das ß auch mit dem griechischen Buchstaben β (beta) verwechselt.
Die korrekte Bezeichnung im Englischen lautet Sharp S oder Eszett wie im Deutschen.

### Sorbisch

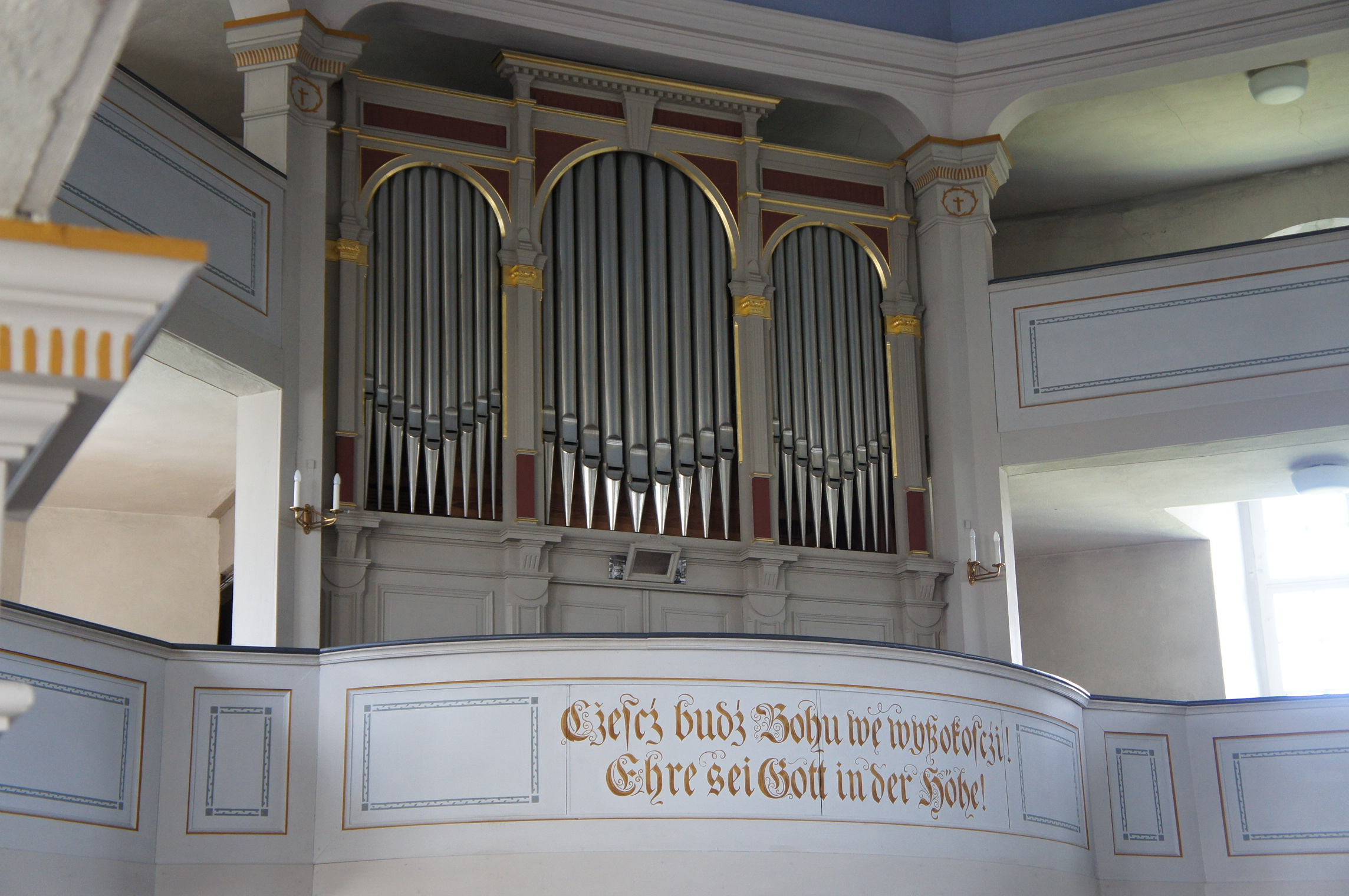
Beispiel für die Verwendung des ß im Sorbischen (wyßokoſcʒi = „Höhe“; heute wysokosći)

Bis zur Durchsetzung der auf dem Tschechischen basierenden und bis heute im Wesentlichen gültigen „analogen Rechtschreibung“ unter Federführung von Jan Arnošt Smoler in der zweiten Hälfte des 19. Jahrhunderts wurde das Sorbische mithilfe der Schwabacher geschrieben. In dieser auf dem Deutschen basierenden Schriftnorm wurde das ß zur Darstellung des scharfen S-Lautes verwendet. Im Niedersorbischen war diese alte Schreibweise noch weit bis ins 20. Jahrhundert hinein gebräuchlich.

## Darstellung in Computersystemen und Ersetzung
Im Computerbereich wird das ß oft als Umlaut bezeichnet, da es die gleiche Art von Problemen hervorruft wie die echten Umlaute: Es ist vor allem nicht in ASCII enthalten, dem „kleinsten gemeinsamen Nenner“ der lateinischen Zeichensätze. Daher wird es in verschiedenen Fällen verschieden kodiert.

### Kodierung und Eingabe
Im ASCII-Zeichensatz aus dem Jahr 1963 ist das Zeichen nicht enthalten, weshalb viele ältere Computersysteme es nicht darstellen konnten. Allerdings enthielten bereits die ASCII-Erweiterungen ISO 6937 von 1983 und ISO 8859-1 (auch als Latin-1 bekannt) 1986 das Eszett. Fast alle modernen Computer verwenden den im Jahr 1991 eingeführten Unicode-Standard, womit das Eszett problemlos zu verarbeiten und darzustellen ist. Lediglich einige Programme, die noch auf älteren Zeichensätzen beruhen, können beim Datenaustausch Probleme bereiten.
Das ß wird im internationalen Zeichenkodierungsstandard Unicode, im Internet-Dokumentenformat HTML und in UTF-8 folgendermaßen definiert und kodiert; es kann über folgende Tastenkombinationen des Betriebssystems oder des jeweiligen Texteditors eingefügt werden:
| Standard/System                                     | Standard/System                                     | lateinischer Kleinbuchstabe scharfes s (ß)                               | lateinischer Großbuchstabe scharfes s (ẞ)                       |
| --------------------------------------------------- | --------------------------------------------------- | ------------------------------------------------------------------------ | --------------------------------------------------------------- |
| Zeichenkodierung                                    |                                                     |                                                                          |                                                                 |
| Unicode                                             | Codepoint                                           | U+00DF                                                                   | U+1E9E                                                          |
| Unicode                                             | Name                                                | LATIN SMALL LETTER SHARP S                                               | LATIN CAPITAL LETTER SHARP S                                    |
| UTF-8                                               | UTF-8                                               | C3 9F                                                                    | E1 BA 9E                                                        |
| HTML-Entität                                        | HTML-Entität                                        | &szlig;                                                                  | —                                                               |
| XML/XHTML                                           | dezimal                                             | &#223;                                                                   | &#7838;                                                         |
| XML/XHTML                                           | hexadezimal                                         | &#x00DF;                                                                 | &#x1E9E;                                                        |
| TeX/LaTeX                                           | Textmodus                                           | "s (german.sty) oder \ss oder \3; innerhalb eines Wortes Stra{\ss}enbahn | \MakeUppercase{\ss} 5                                           |
| TeX/LaTeX                                           | Mathem. Modus                                       | —                                                                        | —                                                               |
| Eingabemethoden 1                                   |                                                     |                                                                          |                                                                 |
| Windows                                             | CP850 (TUI)                                         | Alt + 25 2                                                               | —                                                               |
| Windows                                             | CP1252 (GUI)                                        | Alt + 023 2                                                              | —                                                               |
| Macintosh (Deutschland)                             | Macintosh (Deutschland)                             | ⌥ + S                                                                    | —                                                               |
| Linux (Deutschland) (mit neueren Versionen von X11) | Linux (Deutschland) (mit neueren Versionen von X11) | Alt Gr + Umschalttaste + S 3                                             | Alt Gr + Umschalttaste + S oder aktivierte Feststelltaste + ß 4 |

Auf manchen neueren Windows-Systemen kann das große scharfe S (ẞ) mit Alt Gr + Umschalttaste + ß eingegeben werden.
Da nahezu alle modernen Computersysteme und -schriften auf Unicode basieren, kann das Eszett heutzutage theoretisch weltweit dargestellt, verarbeitet, übertragen und archiviert werden. Eine Ersetzung aus technischen Gründen ist deshalb nur noch selten nötig.

### Tastatur
Nur auf der Tastatur nach deutscher Norm liegt die Eszett-Taste in der oberen Tastenreihe zwischen der Taste für die Ziffer Null und der Taste für den Akutakzent. Wie die US-amerikanische Tastatur verfügt auch die schweizerische Tastatur über keine standardisierte Taste für das Eszett. Auf der niederländischen und türkischen Tastatur sowie auf der US-internationalen Tastaturbelegung kann es in Windows allerdings über AltGr+S eingegeben werden, beim deutschschweizerischen Layout dagegen ist es nur unter Linux (AltGr+S) und auf einem Mac möglich (⌥ Option+S). Das große ß – ẞ – kann mit der Neo-Tastaturbelegung nativ über Shift+ß eingegeben werden.

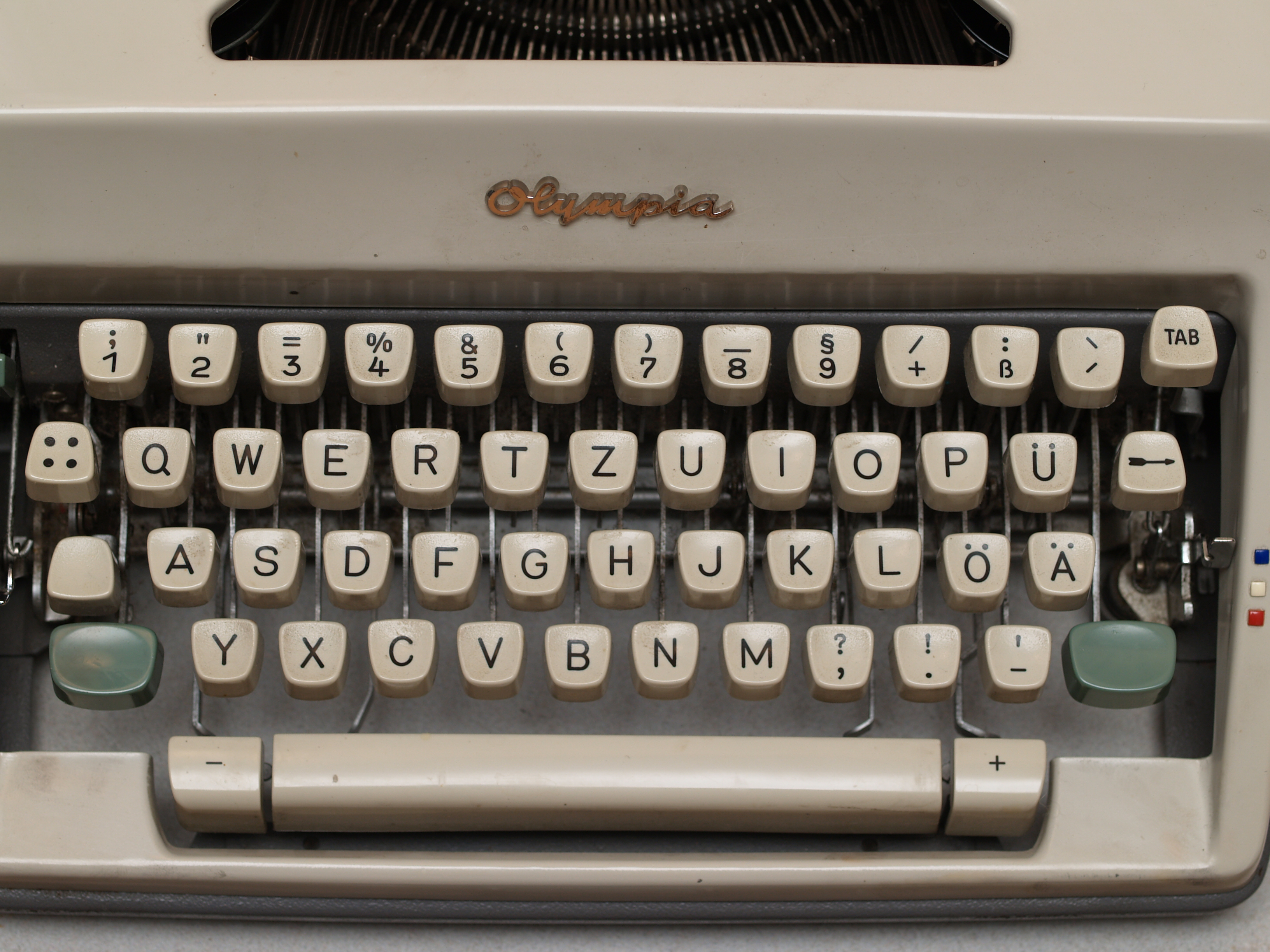
Olympia-Schreibmaschine von 1964
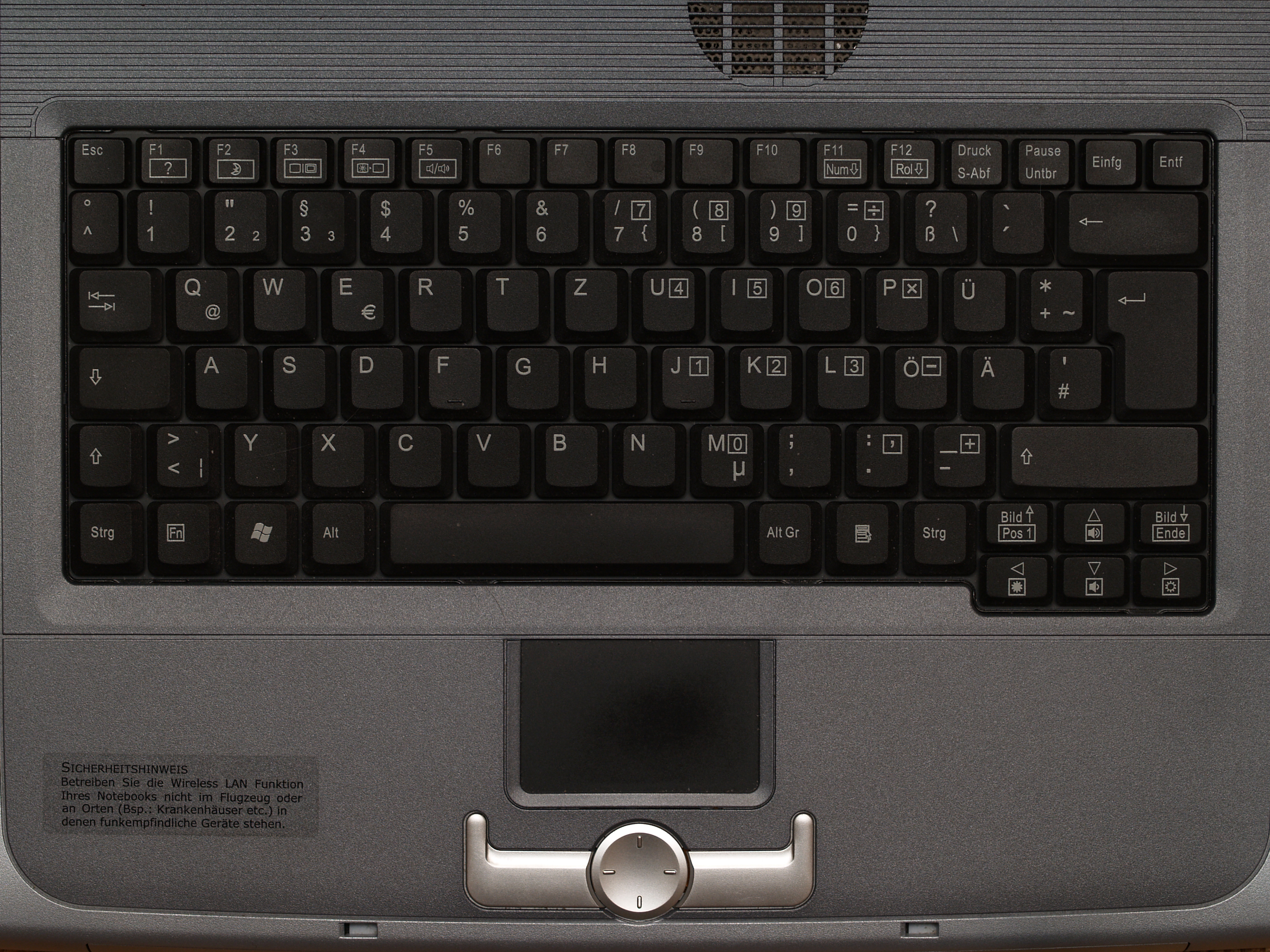
Notebooktastatur, deutsches Layout
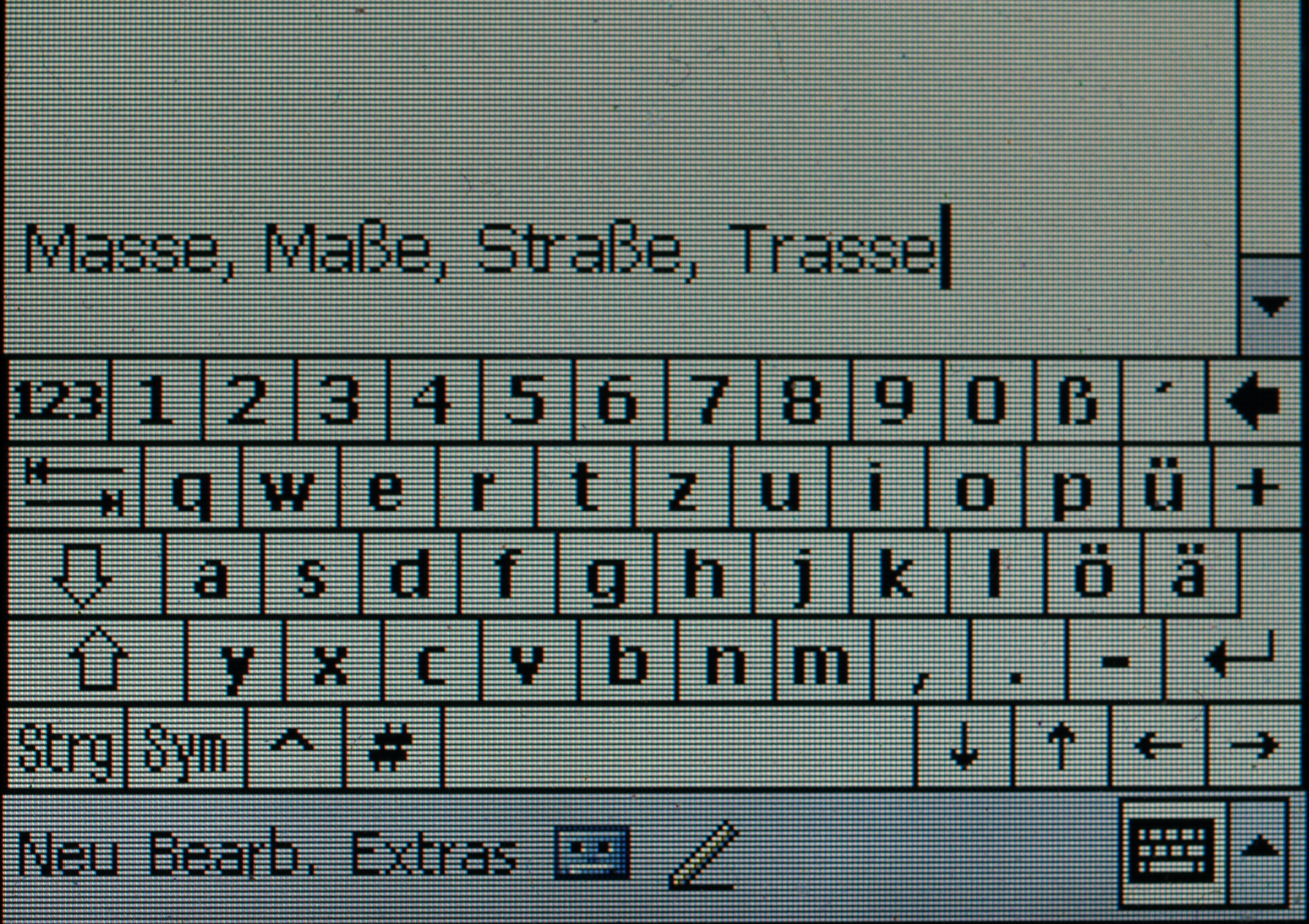
Virtuelle Tastatur auf einem Pocket-PC
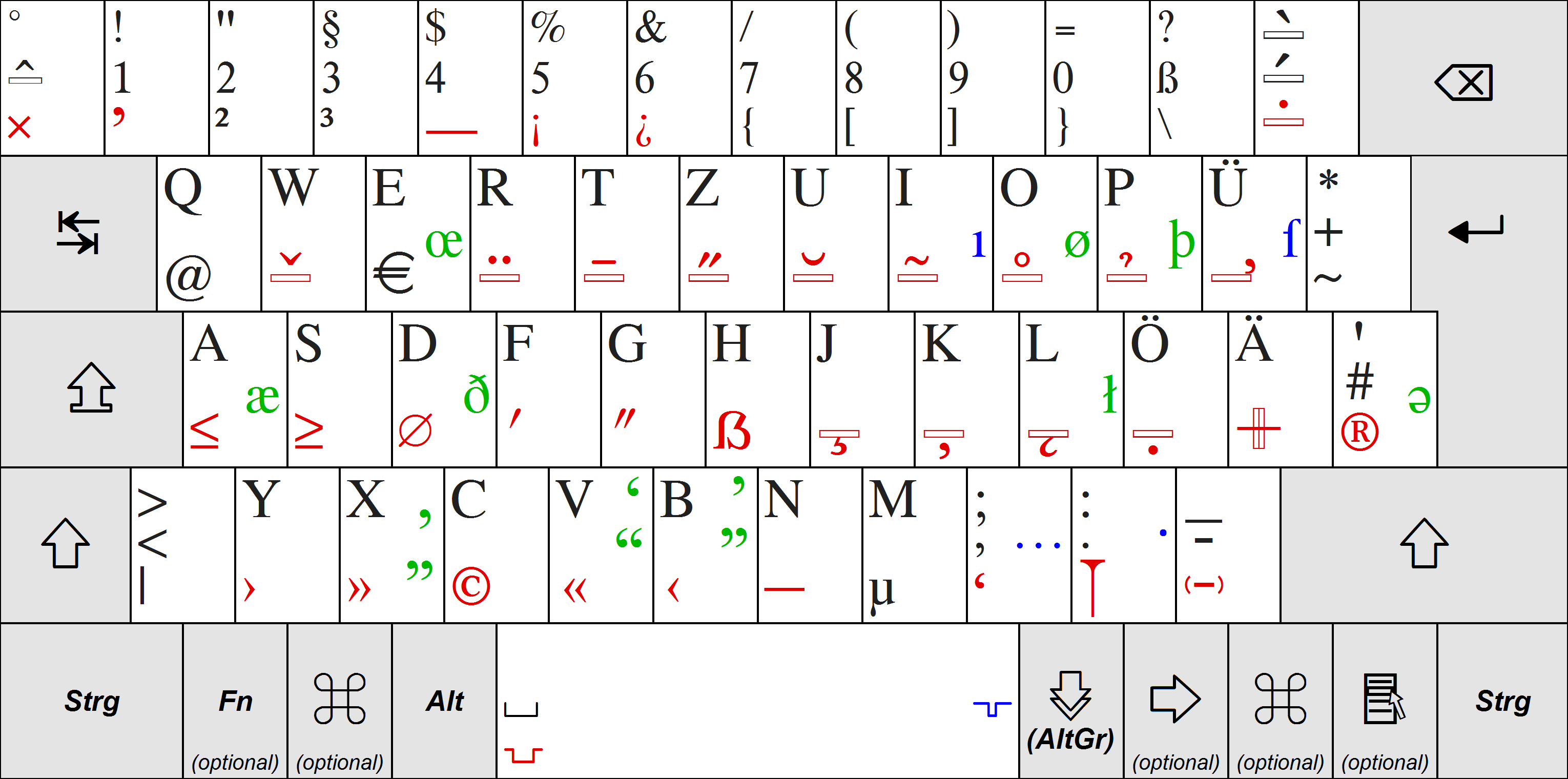
Deutsche Standard-Tastaturbelegung T2 mit kleinem und großen Eszett
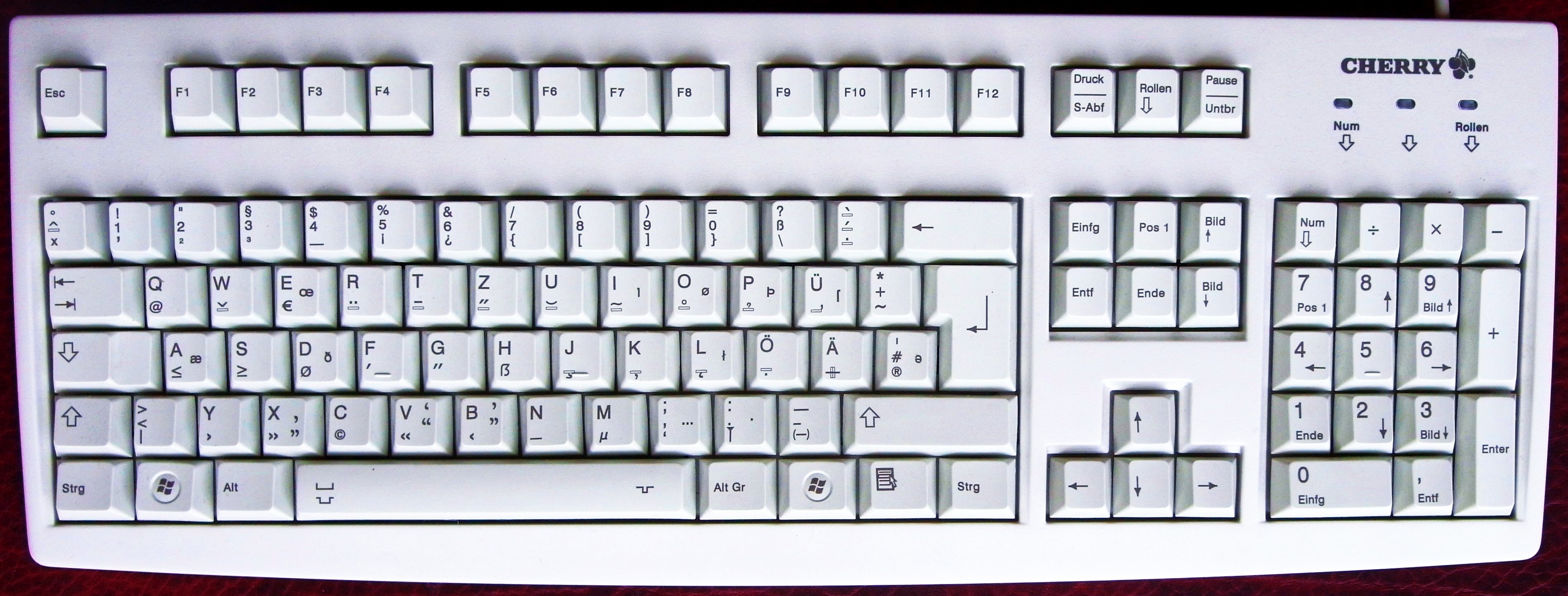
Standard-PC-Tastatur mit Tastaturbelegung T2
ẞ oben rechts auf der Neo-Tastaturbelegung

### Ersetzung und ähnliche Zeichen
Kann das Zeichen „ß“ nicht dargestellt werden, weil es in der verwendeten Schriftart oder dem Zeichensatz fehlt, so sollte es durch „ss“ ersetzt werden (aus „Straße“ wird „Strasse“). In den (behördlichen) Fernschreiben wurde das „ß“ bis in das frühe 21. Jahrhundert durch „sz“ ersetzt. Dies war unter anderem bei Familiennamen wichtig („Straßer“ wurde im Text zu „Straszer“). Im Fernschreibverkehr und bei Schreibmaschinen ohne ß-Letter wurde das „ß“ durch „:s“ ersetzt, um zwischen Familiennamen wie etwa Strasser, Straszer und Straßer zu unterscheiden. Die Ersetzung durch „β“ (Beta) oder „B“ war unter DOS-Systemen üblich (Zeichen 225 der Codepage 437; CGA, EGA oder Hercules rendern es als β, VGA als ß, als Reminiszenz davon kann unter Windows mit Alt+225 ein ß eingegeben werden).
In der chinesischen Schrift erscheint die Form 阝 als Radikal 163 bzw. Radikal 170 und in Schriftzeichen, die auf diesen aufgebaut sind.